# Ekholmsnäsvägen

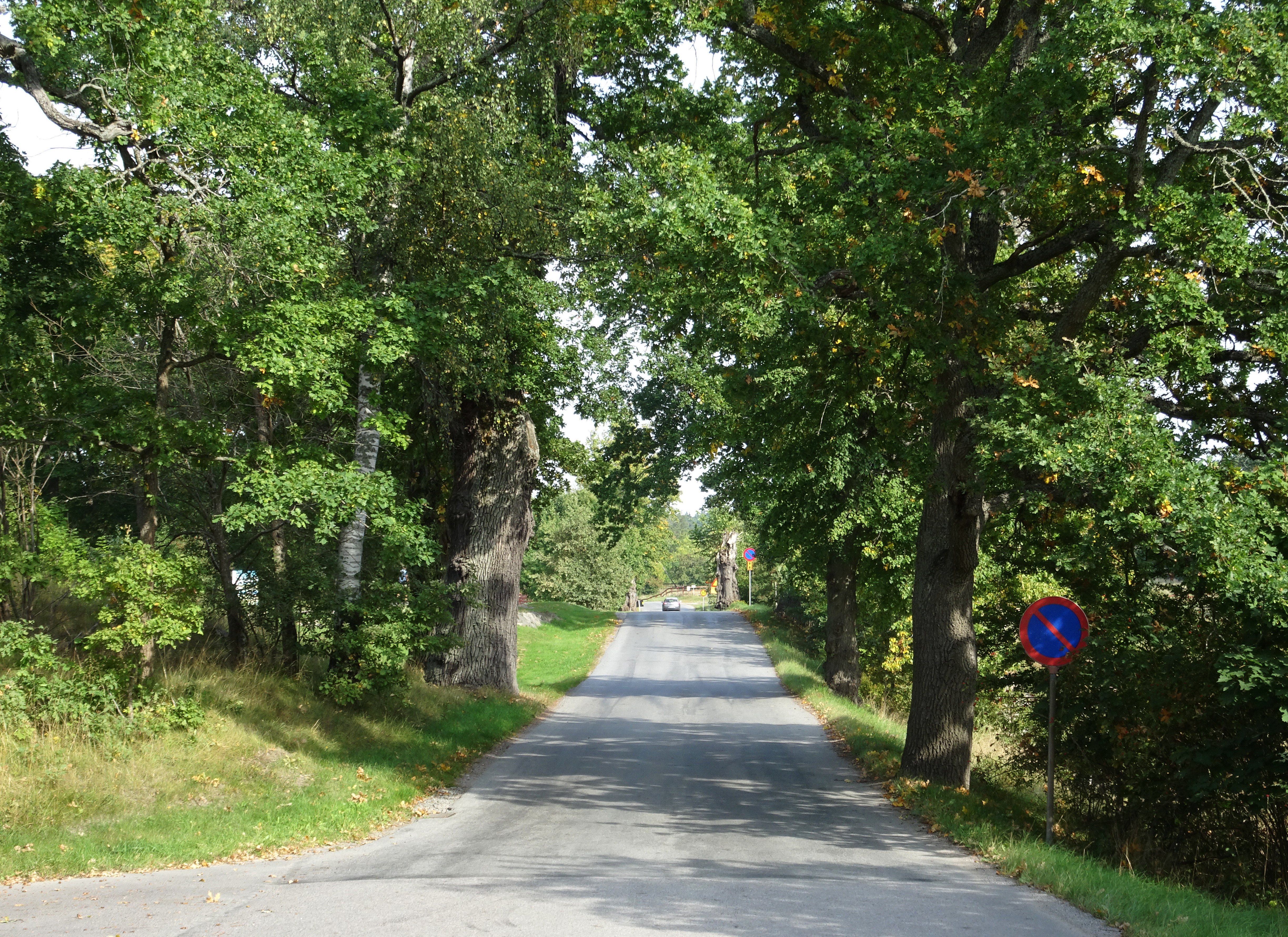
Ekholmsnäsvägen allé, vy österut, september 2021.

Ekholmsnäsvägen är en gata på Lidingön i Lidingö kommun, Stockholms län. Vägen har mycket gamla anor och sträcker sig från Lidingö kyrkogård i väster till Gåshaga gård i öster. Ekholmsnäsvägen har sitt namn efter Ekholmsnäs gård som ligger vid vägen. Ekholmsnäsvägen allé från 1700-talets slut tillhör de äldsta bevarade alléerna på Lidingön.

## Historik

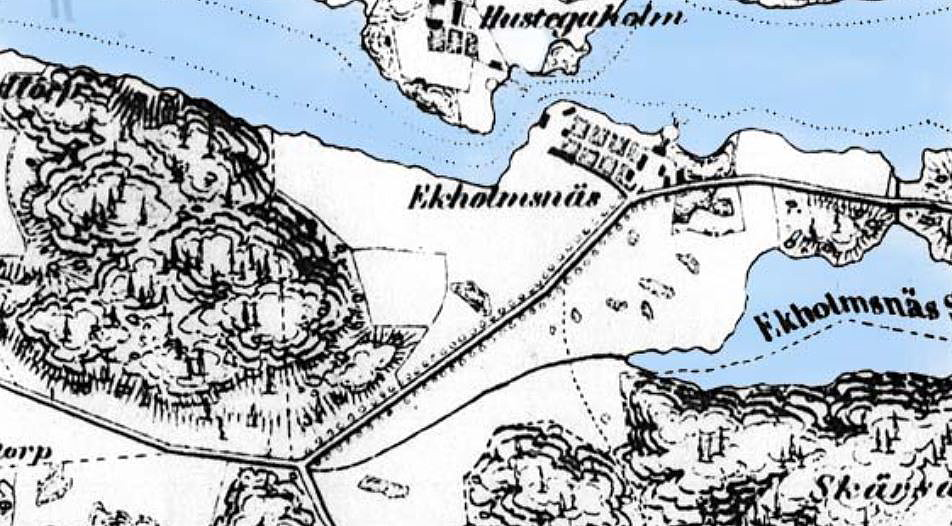
Ekholmsnäsvägens allé, 1850-tal.

Ekholmsnäsvägen var tidigare den enda landsvägen som ledde till och från gårdarna Hersbyholm, Koltorp, Långängen, Ekholmsnäs, Killinge  och Gåshaga. Dessa gårdar låg som ett pärlband längs med Kyrkvikens och Hustegafjärdens södra sida och hörde ursprungligen till fideikommisset Djursholm. Vägen är redovisad på lantmätare Lars Kietzlinghs karta från 1720 men är mycket äldre än så. Denna landsväg beskrevs ofta vara i uselt skick ända in på början av 1900-talet.
Vägavsnittet sydväst om Ekholmsnäs gård består av en cirka 600 meter lång lövträdsallé, planterad 1785 på initiativ av gårdens dåvarande ägare notarien i justitiekollegiet Johan Ulrik Norlin (1733–1797). Många träd finns kvar än idag, där de äldsta borde ha en ålder av cirka 220 år. Uppgifter om att allén ursprungligen var kantad av över 500 ekar och lindar är dock överdriven. Enligt en alléinventering utförd 1999 av Tekniska kontoret i Lidingö stad skulle allén då ha blivit tre kilometer lång.

## Dagens Ekholmsnäsvägen
Stora delar av Ekholmsnäsvägen bevarar fortfarande sin ursprungliga, lantliga karaktär och passerar områden vilka betraktas av kommunen som kulturhistoriskt värdefulla. Vid Koltorp tangerar vägen Koltorps gärde som är startområdet för Lidingöloppet. Strax öster därom rundar Ekholmsnäsvägen Ekholmsnäsbackens söder sida för att sedan som allé går fram till Ekholmsnäs gård och sedan fortsätter över sundet mellan Ekholmsnässjön och Hustegafjärden. På Björkholmen, halvön mellan Ekholmsnässjön och Hustegafjärden, märks Villa Björkholmen. Villan uppfördes på 1860-talets mitt och tillhör därmed Lidingös äldsta kvarvarande sommarvillor.
Idag slutar Ekholmsnäsvägen i öster vid Björkhagsvägen i Killinge. Därefter fortsätter den gamla landsvägen som gång- och cykelväg genom skogen i sydöstra Killinge innan den under namnet "Gamla Ekholmsnäsvägen" mynnar i Gåshagaleden. I hörnet Gamla Ekholmsnäsvägen / Gåshagaleden stod Gåshaga gårds huvudbyggnad. Den sista av Gåshaga gårds byggnader revs 1971.

### Bilder

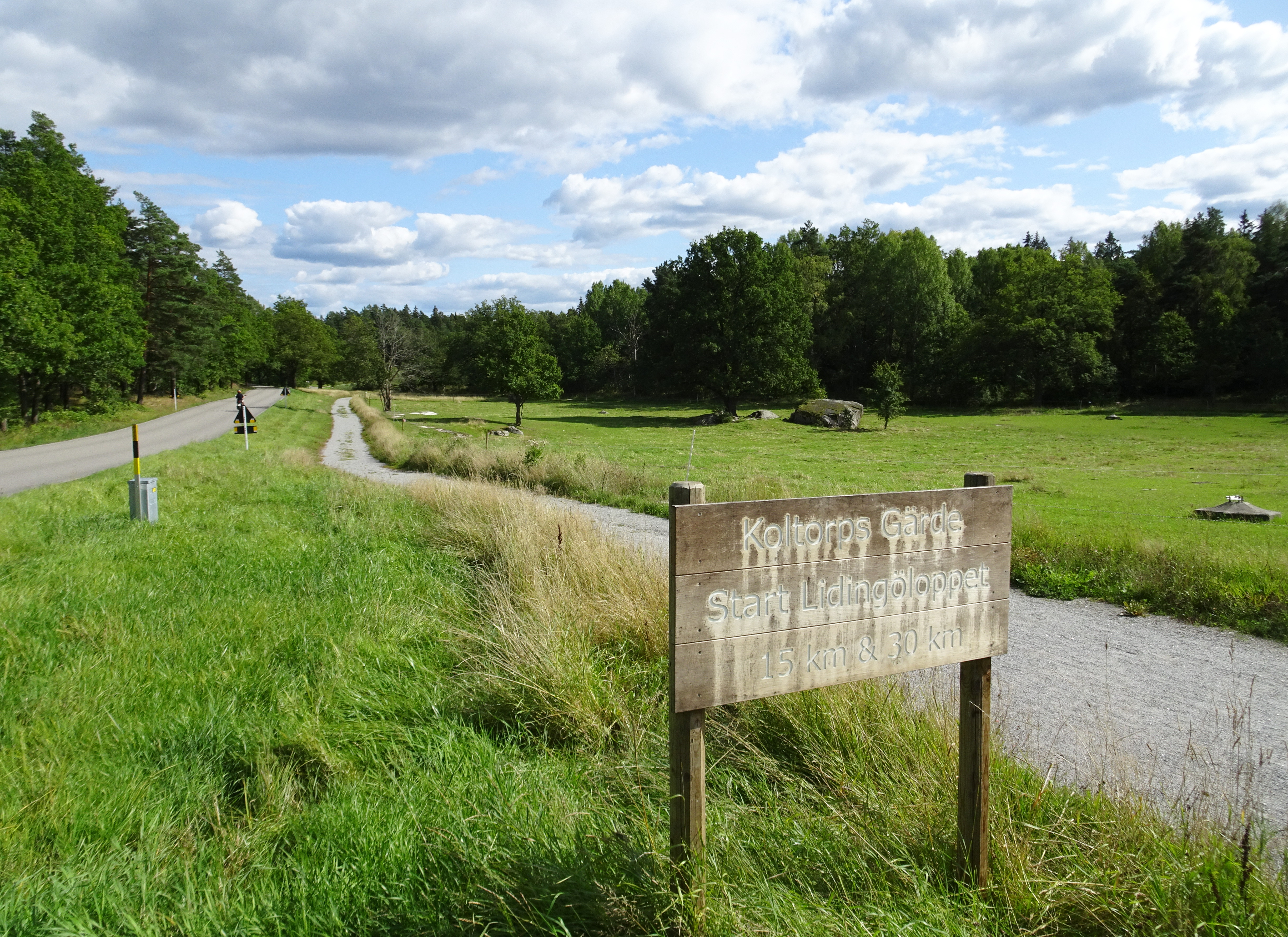
Koltorps gärde med Ekholmsnäsvägen till vänster.
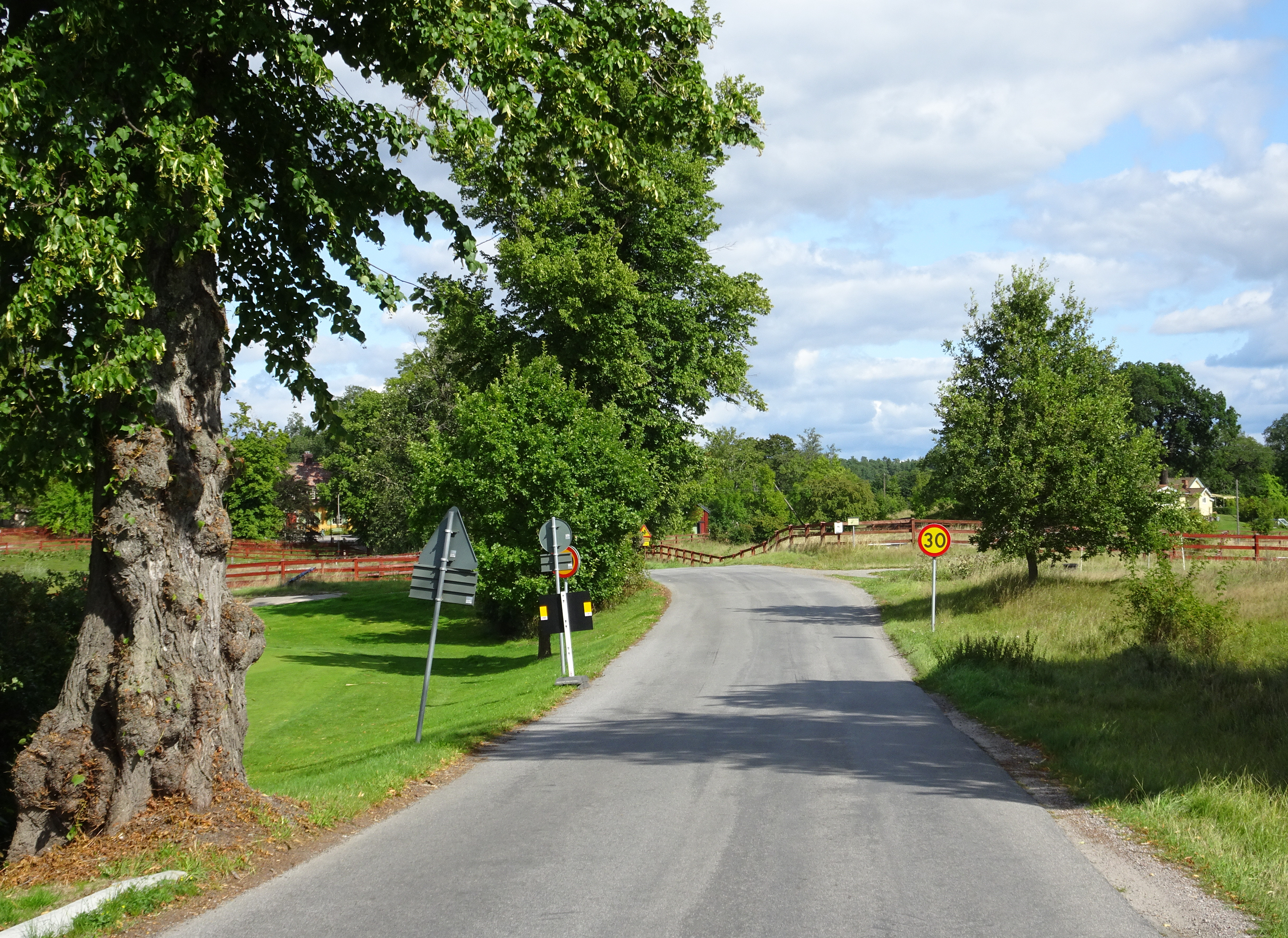
Ekholmsnäsvägen norrut med en över 200 år gammal allé-lind.
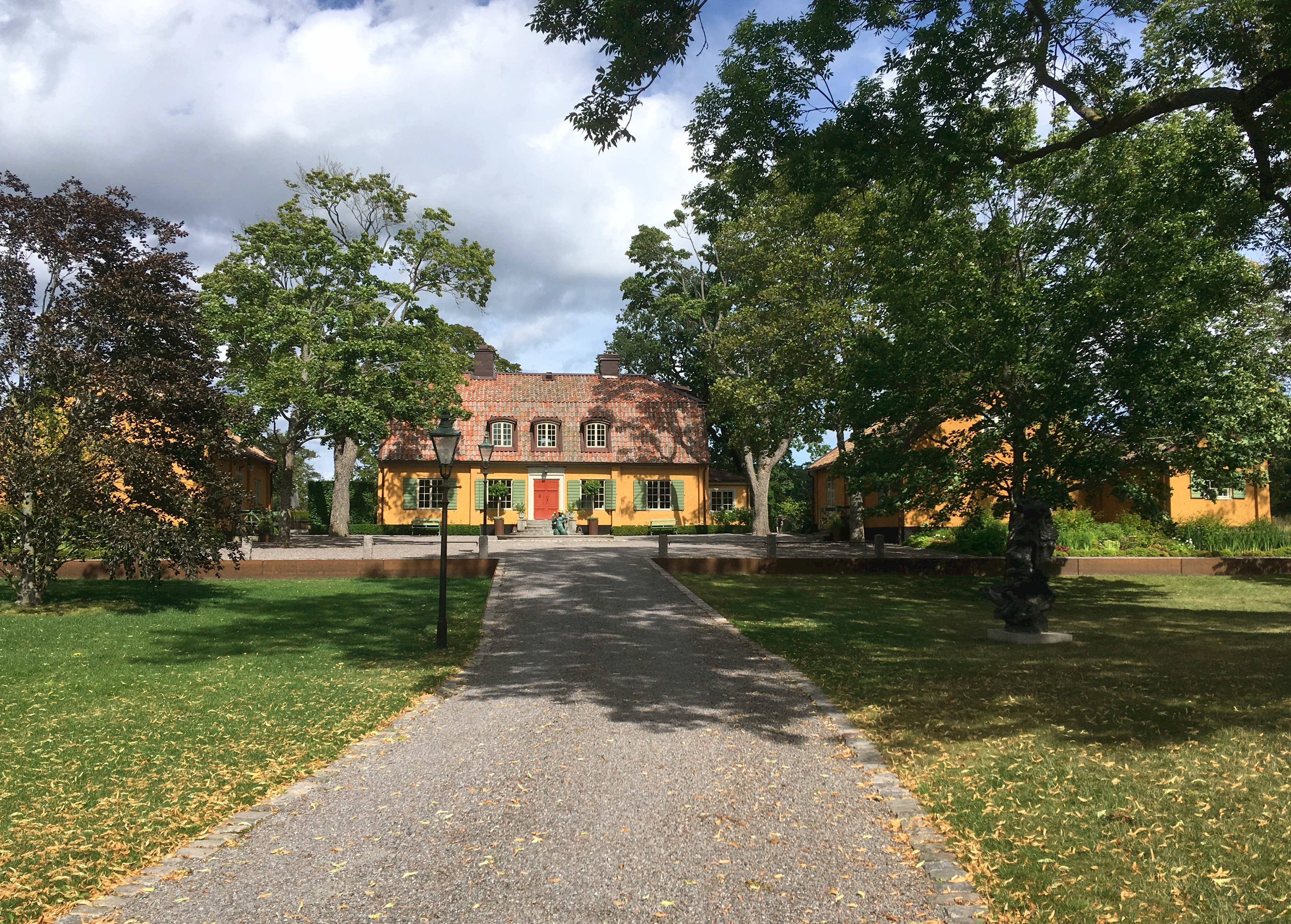
Ekholmsnäs gård, sedd från Ekholmsnäsvägen.
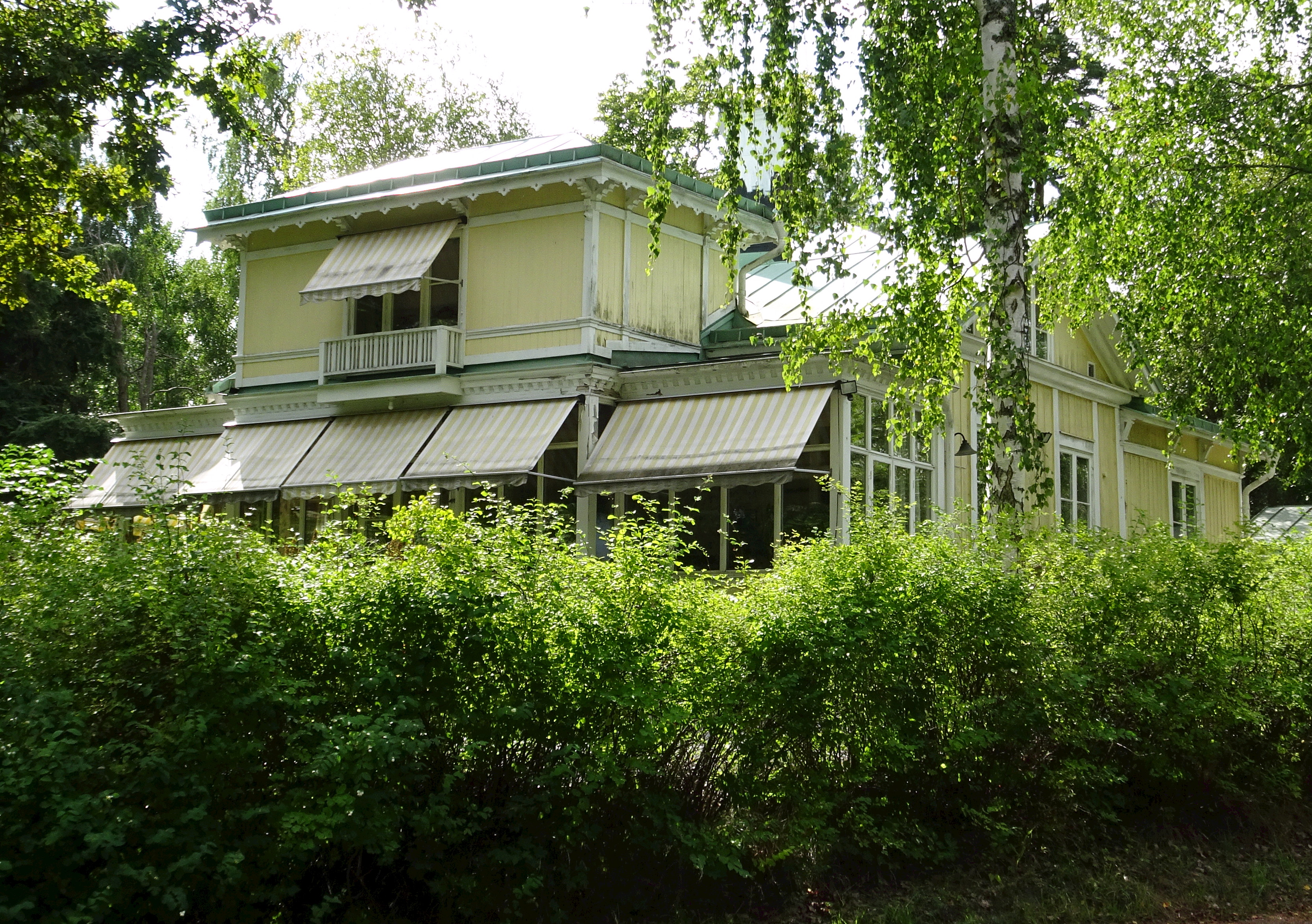
Villa Björkholmen från 1860-talet, Ekholmsnäsvägen 100.

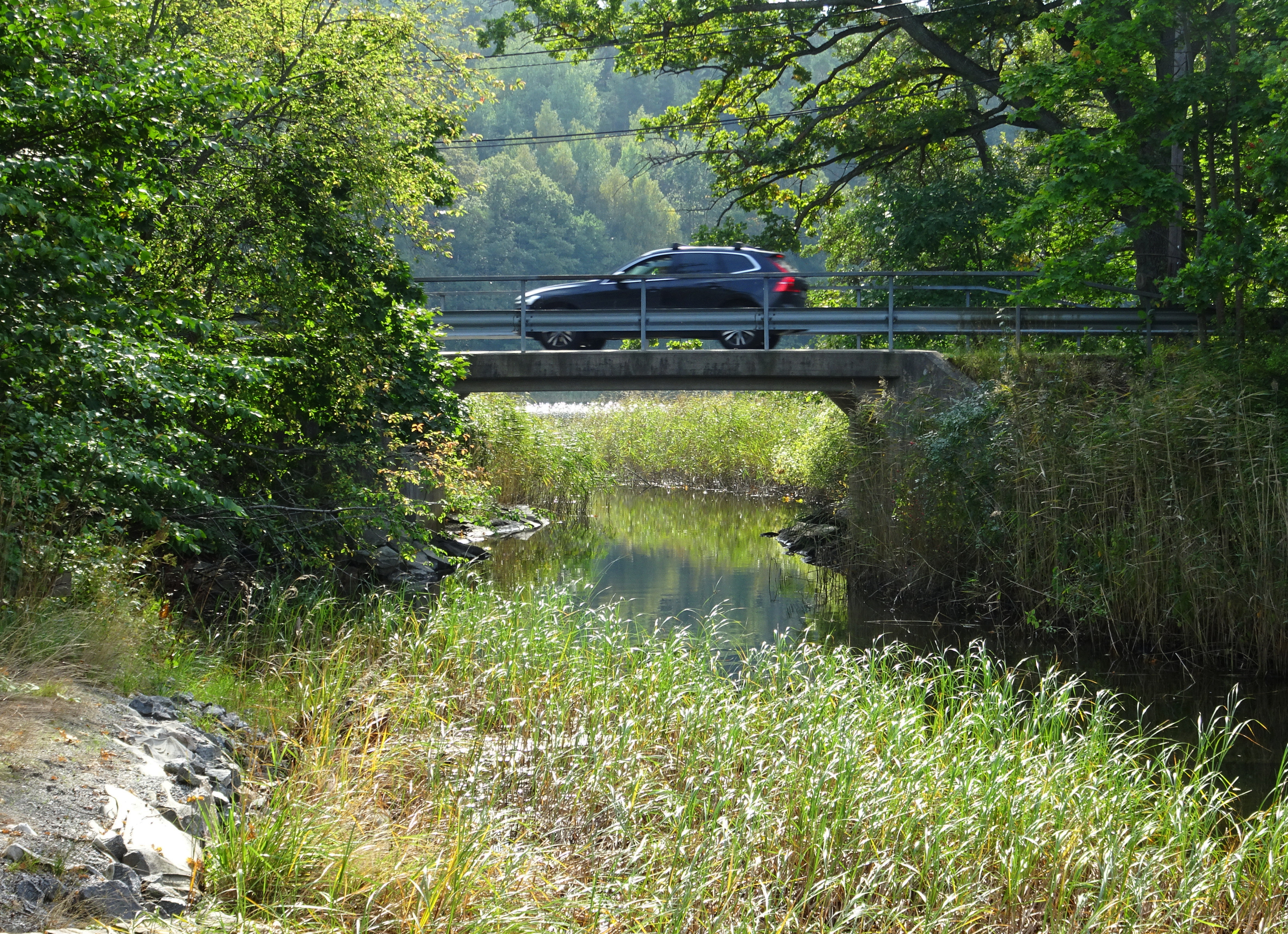
Ekholmsnäsvägens bro över sundet vid Ekholmsnässjön i Killinge.
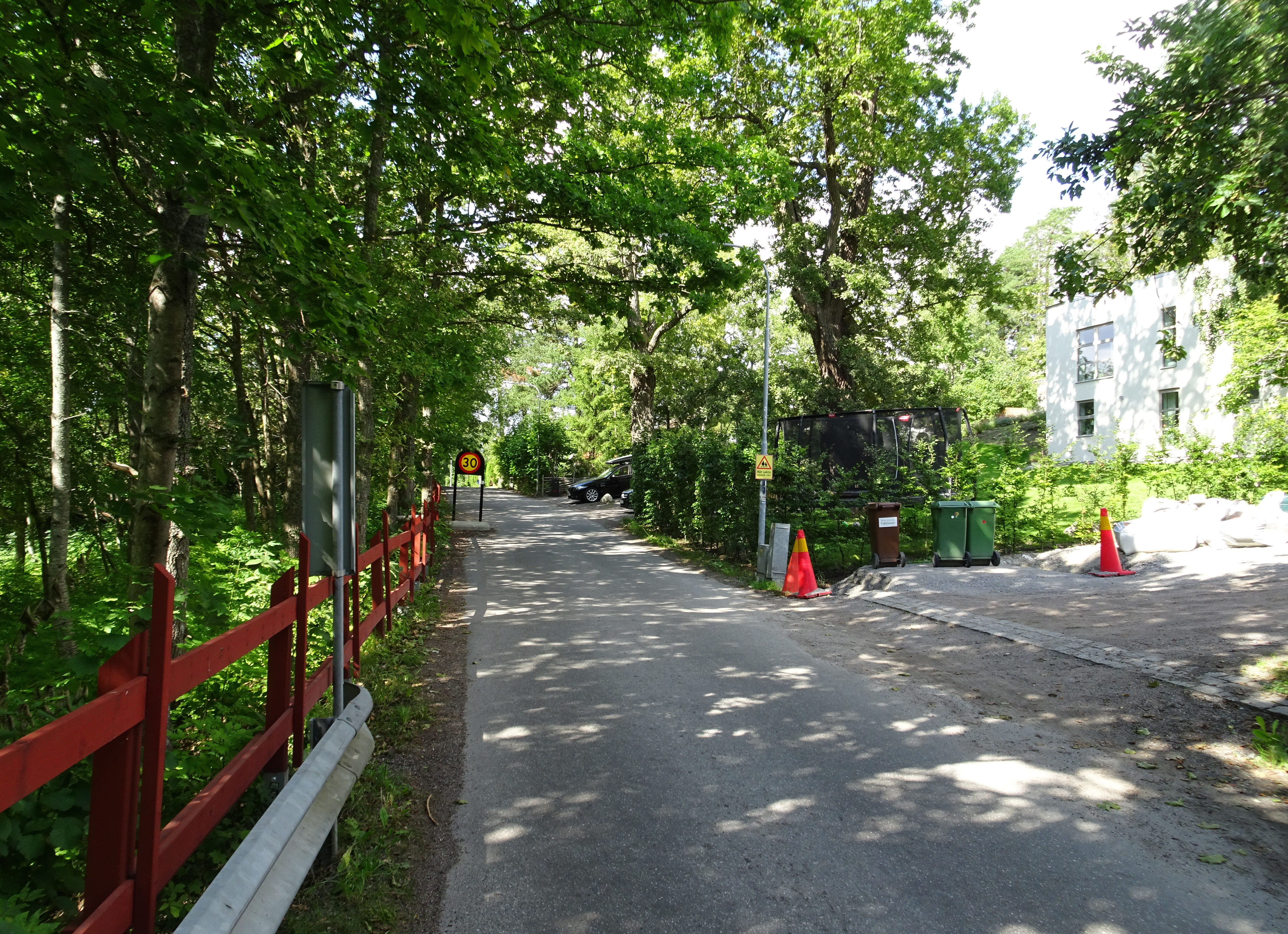
Ekholmsnäsvägen västerut genom Killinge.
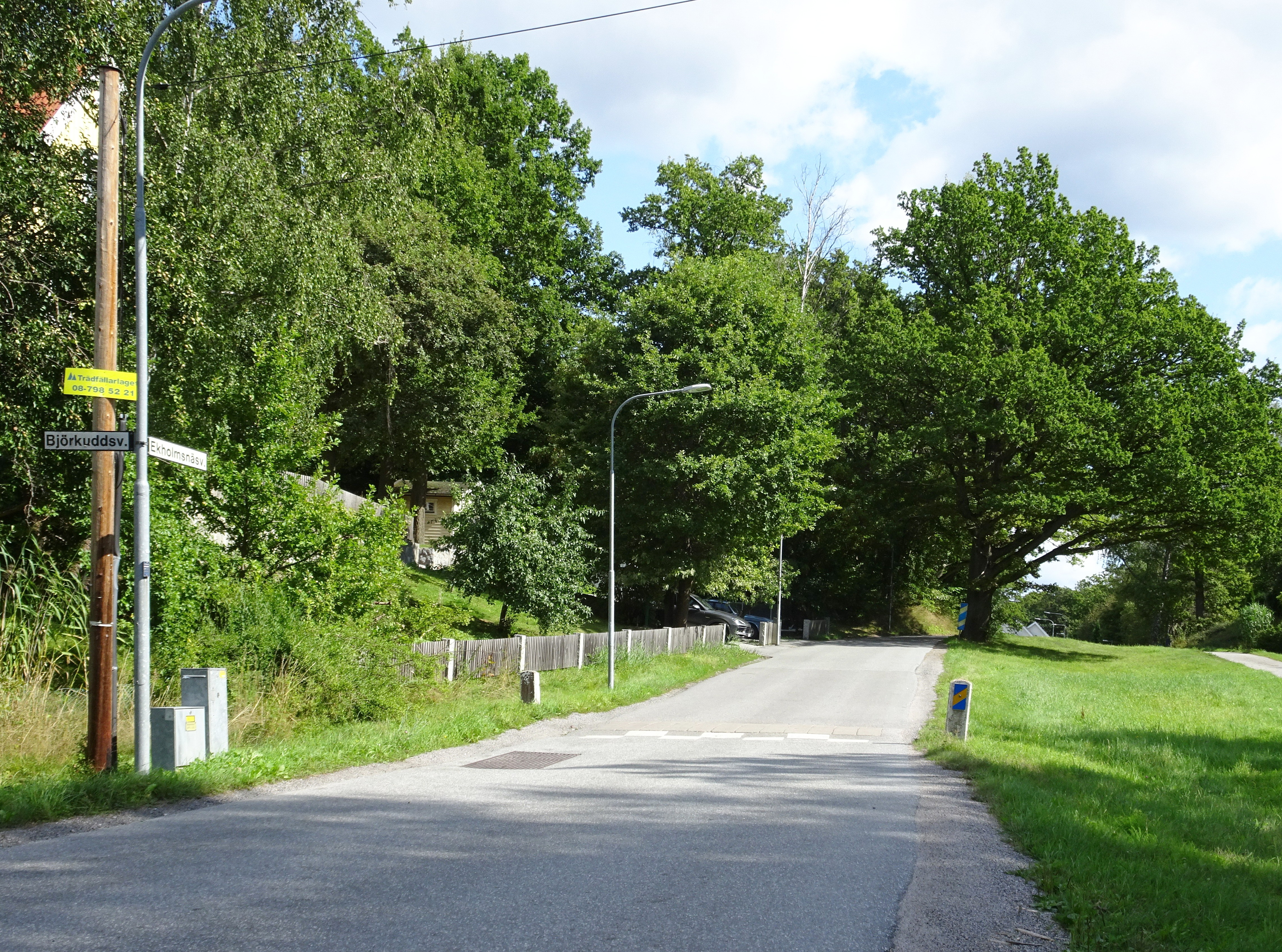
Ekholmsnäsvägen österut genom Killinge.
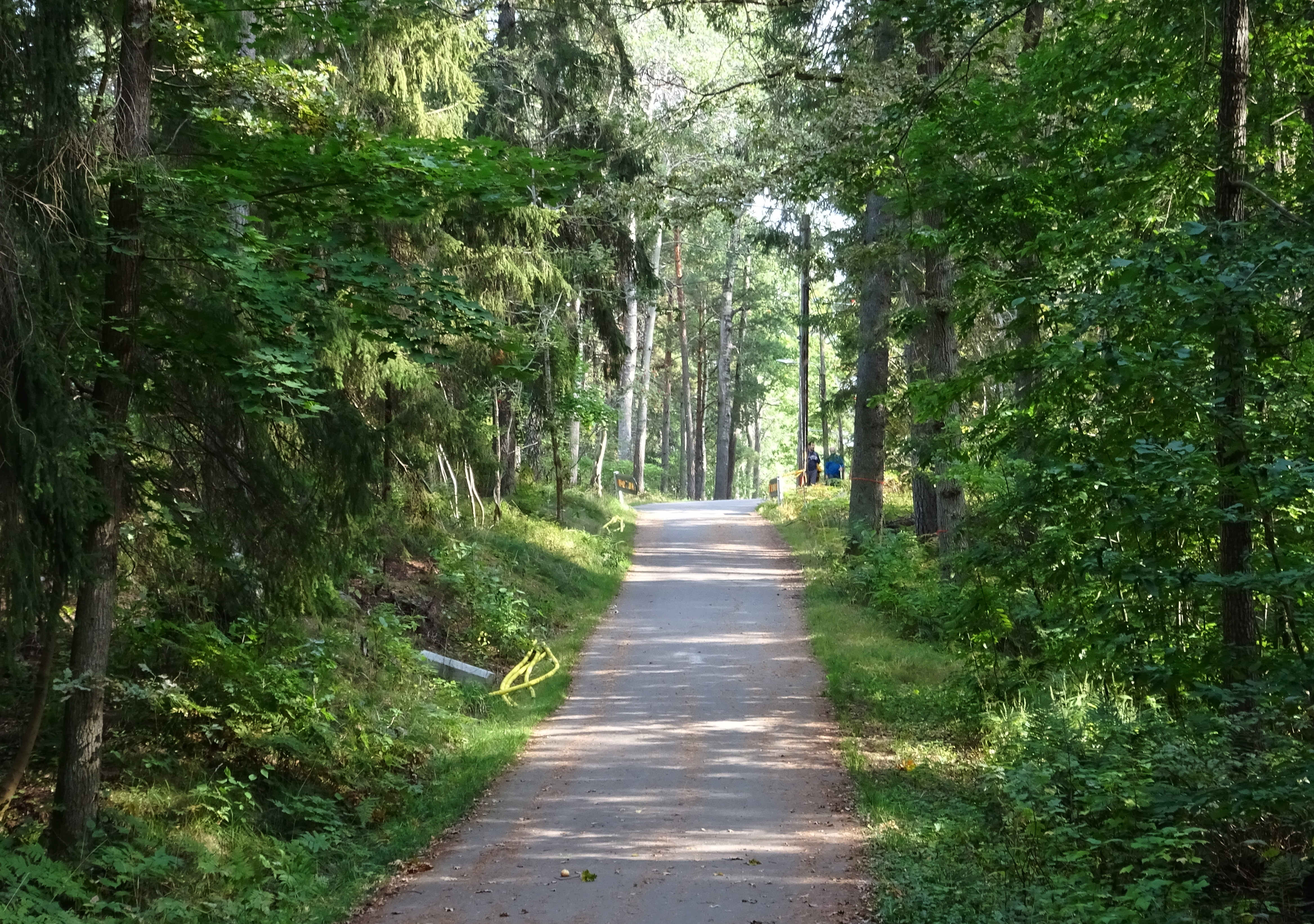
Skogsvägen med Gamla Ekholmsnäsvägen i fonden.